# Třída Hunt IV
Třída Hunt IV byla čtvrtou podskupinou eskortních torpédoborců třídy Hunt, sloužících v Royal Navy z období druhé světové války. Postaveny jich byly pouze dva kusy. Ve službě byly od roku 1942. Válku přečkaly, byly po ní převedeny do rezervy a v 60. letech sešrotovány.

## Stavba
Celkem byly postaveny dvě jednotky této třídy, objednané roku 1940 u loděnice Thornycroft ve Woolstonu. Do služby vstoupily v únoru a prosinci 1942. Pojmenovány byly HMS Brecon (L76) a HMS Brissenden (L79).
Jednotky třídy Hunt IV:
| Jméno            | Loděnice    | Založení kýlu | Spuštěn         | Vstup do služby | Osud             |
| ---------------- | ----------- | ------------- | --------------- | --------------- | ---------------- |
| Brecon (L76)     | Thornycroft | 1941          | 27. června 1942 | prosinec 1942   | Sešrotován 1962. |
| Brissenden (L79) | Thornycroft | 1941          | 15. září 1942   | únor 1943       | Sešrotován 1965. |

## Konstrukce

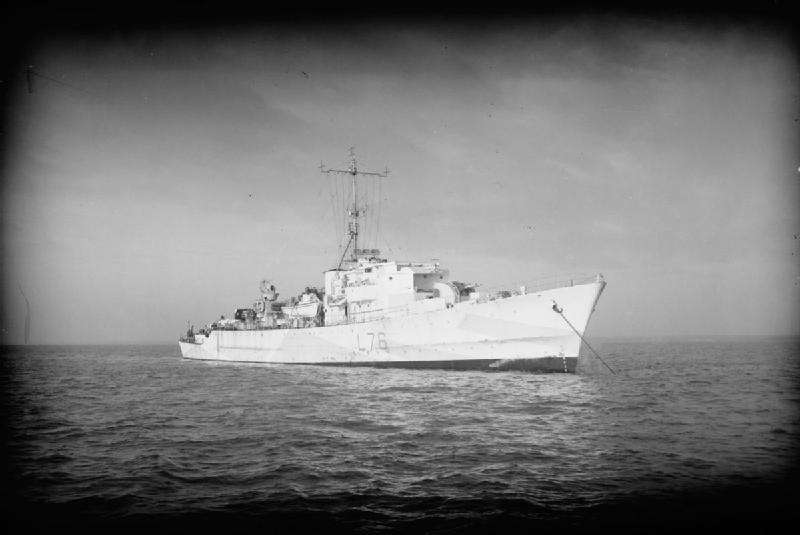
HMS Brecon (L76)

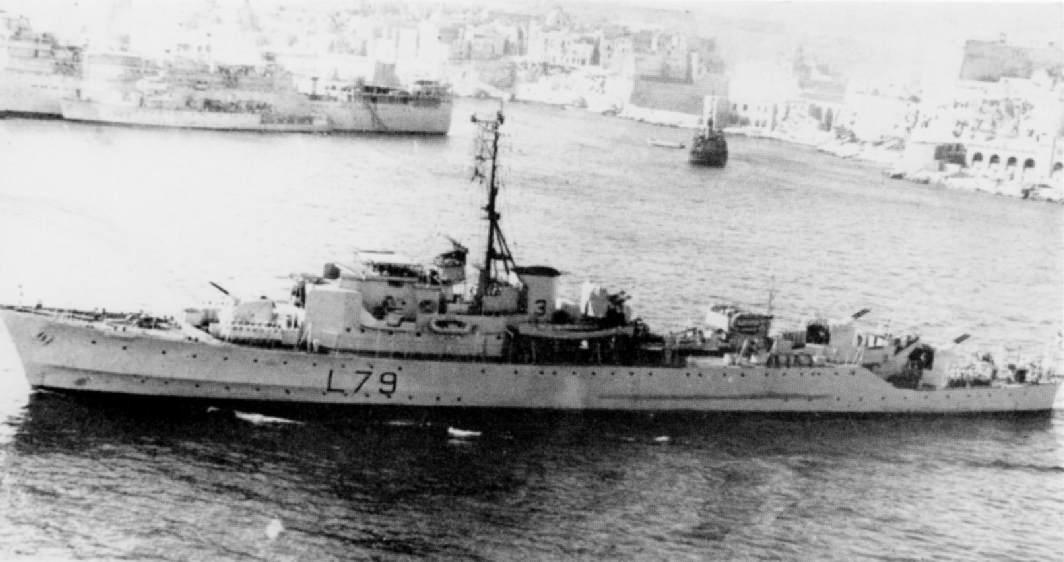
Brissenden

Hlavní výzbrojí bylo šest dvouúčelových 102mm kanónů QF Mk XVI, které doplnily čtyři 40mm kanóny 2pdr QF Mk VIII a dva 20mm kanóny Oerlikon Mk II/IV. Protiponorkovou výzbroj tvořily čtyři vrhače a dvě skluzavky pro svrhávání hlubinných pum. Těch bylo neseno padesát kusů. Lodě rovněž dostaly jeden trojitý 533mm torpédomet. Torpéda byla typu Mk.IX. Pohonný systém tvořily dva tříbubnové kotle Admiralty a dvě parní turbíny Parsons o výkonu 19 000 shp, pohánějící dva lodní šrouby. Nejvyšší rychlost dosahovala 26 uzlů.

### Modifikace
Druhá jednotka Brissenden měla zásobu paliva zvětšenou na 342 tun oproti 271 tun u prototypu Brecon.

## Operační služba
Obě jednotky byly intenzivně nasazeny v druhé světové válce. Žádná nebyla ztracena.